# Dwergbolk
De dwergbolk (Trisopterus minutus) is een straalvinnige vis uit de familie van de kabeljauwen (Gadidae) en de orde van de kabeljauwachtigen (Gadiformes). 

## Beschrijving
De vis is gemiddeld 20 cm lang, maar kan een lengte bereiken van 40 cm. De dwergbolk lijkt op de steenbolk maar is meestal kleiner (20 cm) en slanker, is gelig gekleurd, heeft geen dwarsbanden, geen duidelijke zwarte stip bij borstvin en de voorste rugvin loopt minder puntig uit.  

## Leefomgeving
De dwergbolk is een zoutwatervis. De vis leeft hoofdzakelijk in de Atlantische Oceaan van de Noorse kust bij Trondheim tot aan Marokko, verder rond de Faeröer en de Britse Eilanden. Bovendien komt de dwergbolk voor in de Middellandse Zee (zie kaartje). De diepteverspreiding is 0 tot 400 m onder het wateroppervlak.

De dwergbolk komt voor aan de kusten van de Lage Landen. De eerste waarnemingen dateren uit 1965. Trends in het voorkomen van de dwergbolk worden sinds 1997 door de stichting ANEMOON met behulp van waarnemingen door sportduikers in de Oosterschelde en het Grevelingenmeer bijgehouden. 

## Relatie tot de mens

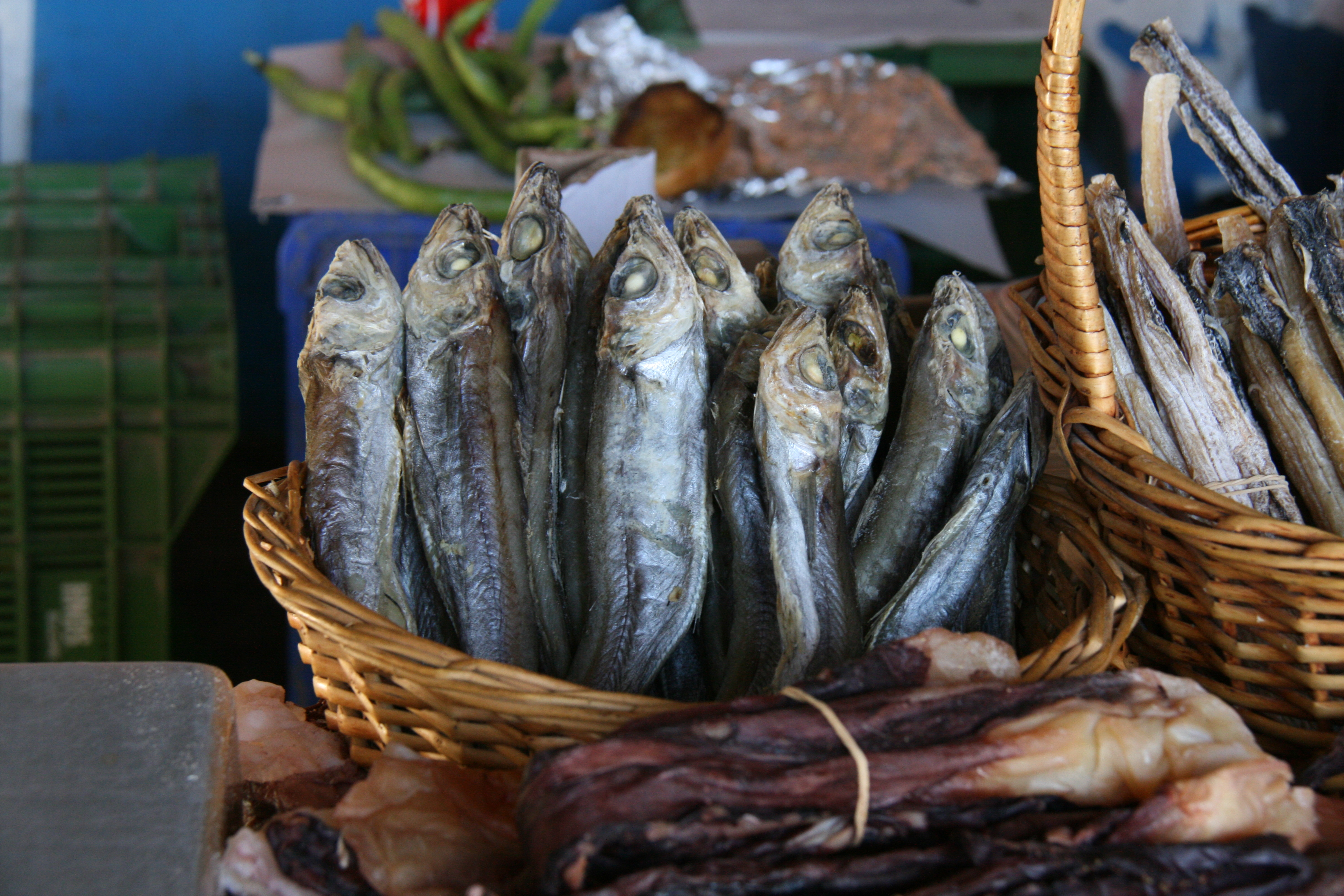
Dwergbolk op Spaanse markt

De dwergbolk is voor de Nederlandse beroepsvisserij van gering belang. De vis wordt nauwelijks herkend, en vaak teruggegooid of aangevoerd voor verwerking als vismeel.